# Терехов, Георгий Романович
Георгий Романович Терехов (20 апреля (2 мая) 1869, Полтавская губерния — ?) — офицер Русской императорской армии, участник Первой мировой войны, Георгиевский кавалер.

## Биография
Родился в Полтавской губернии в крестьянской семье. Окончил Лубенскую классическую гимназию. 11 июля 1889 года поступил на военную службу рядовым на правах вольноопределяющегося в 76-й пехотный Кубанский полк, в котором прослужил 25 лет. В следующем году сдал при Киевском пехотном юнкерском училище экзамен на офицерский чин. 12 ноября 1890 года произведён в подпоручики, со старшинством с 1 сентября 1890 года. Служил на должностях младшего офицера роты.
15 июня 1895 года произведён в поручики, со старшинством с 1 сентября 1894 года. 6 августа 1900 года произведён в штабс-капитаны, со старшинством с 6 мая 1900 года. 26 мая 1905 года произведён в капитаны, со старшинством с 1 сентября 1902 года, и вскоре назначен командиром роты. 30 июля 1910 года произведён в подполковники, со старшинством с 26 февраля 1910 года. 27 ноября 1912 года назначен начальником хозяйственной части своего полка.
В рядах 76-го пехотного Кубанского полка принял участие в Первой мировой войне. Отличился при первом штурме Перемышля и 13 января 1915 года награждён орденом Святого Георгия 4-й степени:
За то, что при штурме фронта № 13 у крепости Перемышль в ночь с 23-го на 24-е сентября 1914 года лично вёл штурмовую колонну, прорвался за проволочные заграждения и занял передовые перед фортом укрепления.
1 февраля 1915 года за отличия в делах против неприятеля произведён в полковники, со старшинством с 8 октября 1914 года. 25 февраля 1915 года награждён орденом Святого Владимира 4-й степени с мечами и бантом. 14 сентября 1915 года назначен командиром 13-го запасного пехотного батальона. 30 июня 1916 года награждён орденом Святого Владимира 3-й степени.
Во время Гражданской войны — участник Белого движения.
В 1920 году эвакуировался из Севастополя на корабле «Инкерман». Проживал в Болгарии. Член Союза инвалидов.
Был женат, имел трёх дочерей (род. 9.09.1895, 2.01.1899 и 15.08.1900) и троих сыновей (род. 1.02.1902, 21.09.1903 и 10.10.1905).

## Награды
- Орден Святого Георгия 4-й степени (13 января 1915 года);
- Орден Святого Владимира 3-й степени (30 июня 1916 года);
- Орден Святого Владимира 4-й степени с мечами и бантом (25 февраля 1915 года);
- Орден Святой Анны 2-й степени (8 апреля 1914 года);
  - мечи к ордену Святой Анны 2-й степени (8 мая 1916 года);
- Орден Святого Станислава 2-й степени (1913 год);
- Орден Святой Анны 3-й степени (21 января 1909 года);
- Орден Святого Станислава 3-й степени (1901 год).